# 道の駅いりひろせ
道の駅いりひろせ（みちのえき いりひろせ）は、新潟県魚沼市大栃山にある国道252号の道の駅である。
2015年1月に重点道の駅候補に選定された。

## 施設
駐車場（79台）やトイレ、道路情報施設・観光案内所のほか、湖上レストラン「鏡ヶ池」、軽食コーナー、物産売店などがあり、レストランは冬季閉鎖となる。

### 管理
- 魚沼市[要出典]

## アクセス
- 国道252号 - 登録路線
  - 新潟県道356号半蔵金入広瀬停車場線
- JR只見線 入広瀬駅より徒歩約15分
- 南越後観光バス 小出=上条=穴沢線 「鏡ヶ池」バス停より徒歩約2分

## 周辺

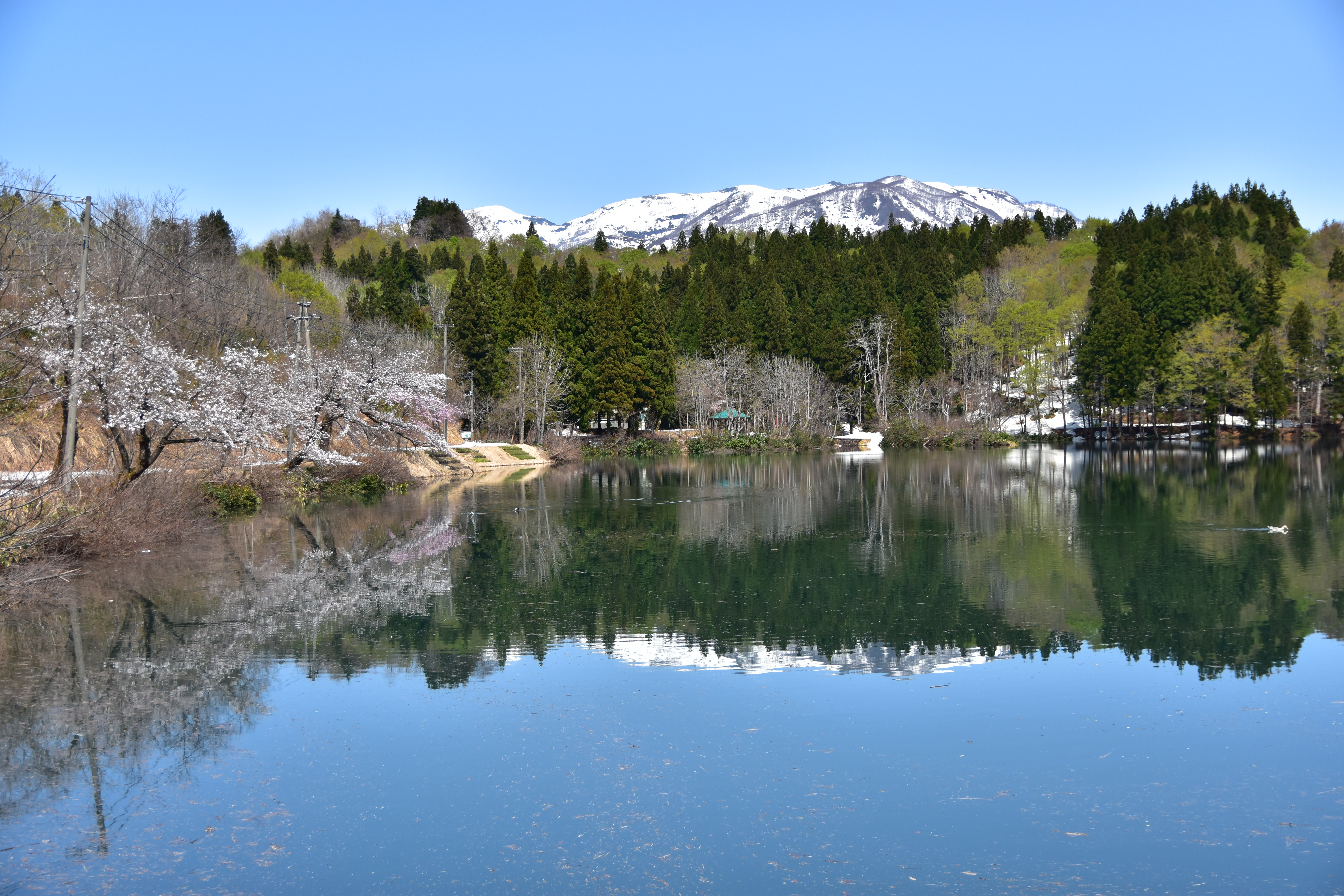
鏡ヶ池（2018年4月）

- 破間川
- 鏡ヶ池
- 魚沼市役所入広瀬庁舎